# 2025 en Alberta
Chronologie de l'Alberta
- 2021
- 2022
- 2023
- 2024
- 2025
- 2026
- 2027
- 2028
- 2029

Cette page recense des événements qui se sont produits durant l'année 2025 dans la province canadienne de l'Alberta.

## Événements

### Janvier
- x

### Février
- x

### Mars
- x

### Avril
- x

### Mai
- x

### Juin
- x

### Juillet
- x

### Août
- x

### Septembre
- x

### Octobre
- x

### Novembre
- x

### Décembre
- x

## Décès
- 5 janvier : Al MacNeil, joueur et entraîneur de hockey
- 28 janvier : Allen Carlson, philosophe et professeur
- 10 juillet : Francesco Bellini, chercheur, administrateur et d'homme d'affaires

#### 2025 dans le reste du monde
- 2025 dans le monde
- 2025 au Canada
- 2025 au Québec, 2025 en Colombie-Britannique, 2025 en Nouvelle-Écosse, 2025 au Nouveau-Brunswick, 2025 à Terre-Neuve-et-Labrador, 2025 aux Territoires du Nord-Ouest, 2025 au Nunavut, 2025 au Manitoba, 2025 au Yukon, 2025 en Ontario, 2025 en Saskatchewan
- 2025 par pays en Amérique, 2025 au Brésil, 2025 au Canada, 2025 aux États-Unis, 2025 au Mexique
- 2025 en Europe, 2025 dans l'Union européenne, 2025 en Belgique, 2025 en France, 2025 en Italie, 2025 en Suisse
- 2025 en Afrique • 2025 par pays en Asie • 2025 en Océanie
- 2025 aux Nations unies
- Décès en 2025